# Răzuitor (unelte de mână)

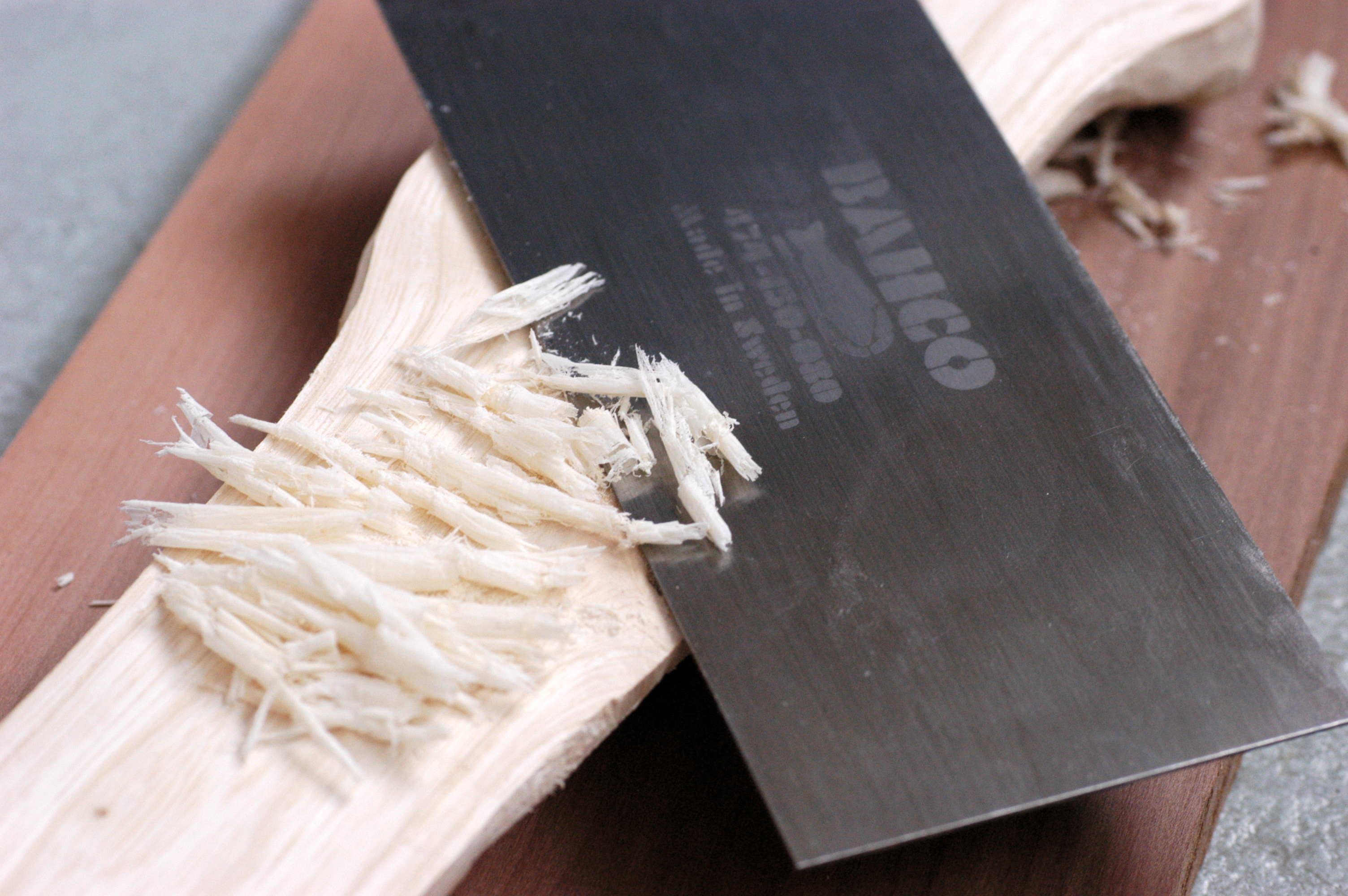
Răzuitor cu așchii de lemn

Răzuitorul este o unealtă de mână, care se folosește la netezirea suprafețelor de lemn sau metal moale. Funcționează asemănător unei rindele, care îndepărtează fibrele de lemn ce stau peste nivelul suprafeței dorite în final. Se folosește pentru netezirea cât și pentru a da o anumită formă suprafeței. 
Răzuitorul se confecționează dintr-o lamă subțire de oțel de arc și are o formă dreptunghiulară, dar în construcția mobilei artizanale, poate avea diferite forme de florar. Prin răzuire se obține o suprafață mai netedă decât prin șlefuire iar porii lemnului nu se închid prin umplerea lor cu praf de lemn.
Ascuțirea răzuitorului se face cu un fier de ascuțit din oțel dur,  prin tragerea acestuia de-a lungul cantului răzuitorului, creîndu-se astfel o bavură care este muchia tăietoare a acestei unelte de mână. 

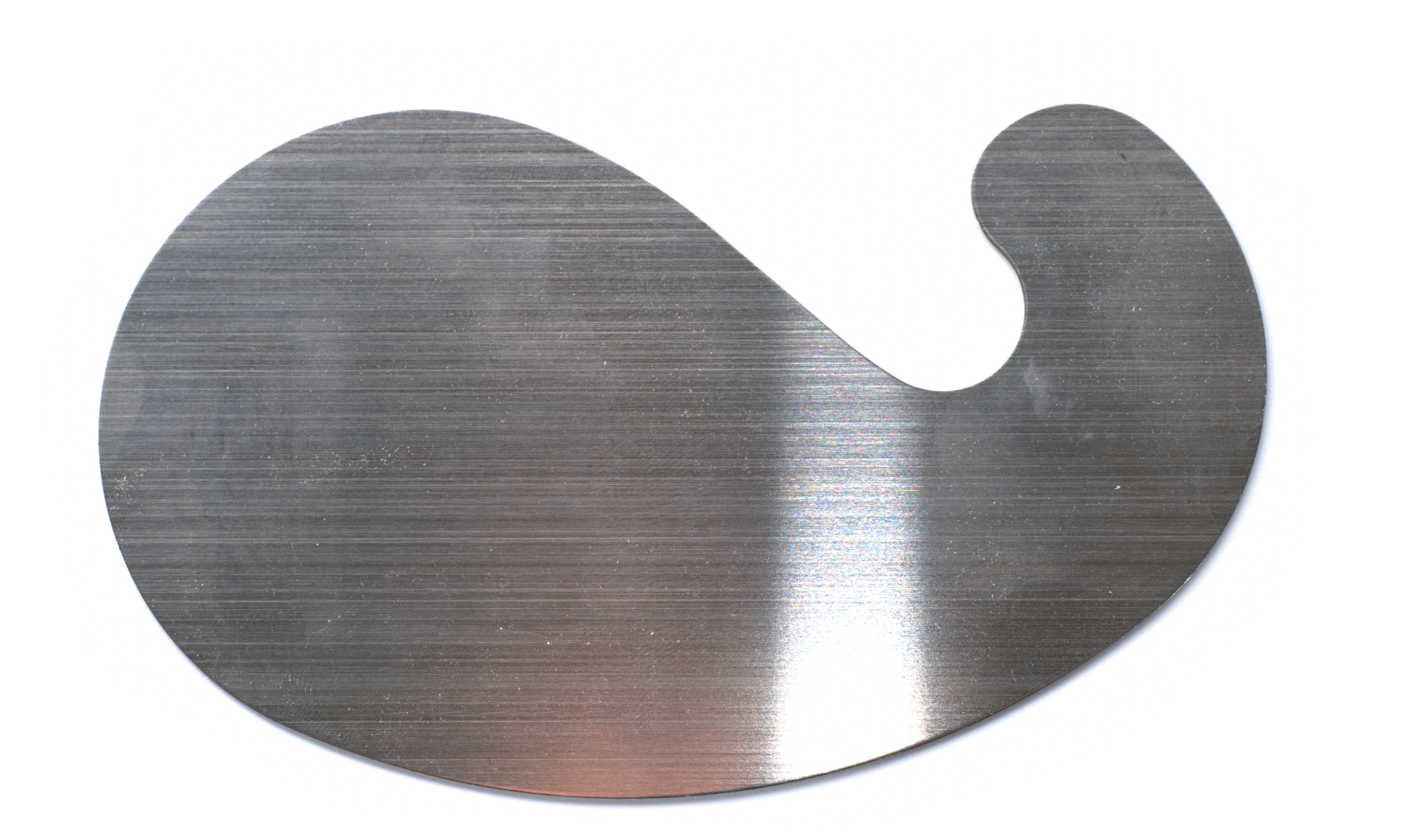
Răzuitor cu formă de florar, pentru suprafețe concave
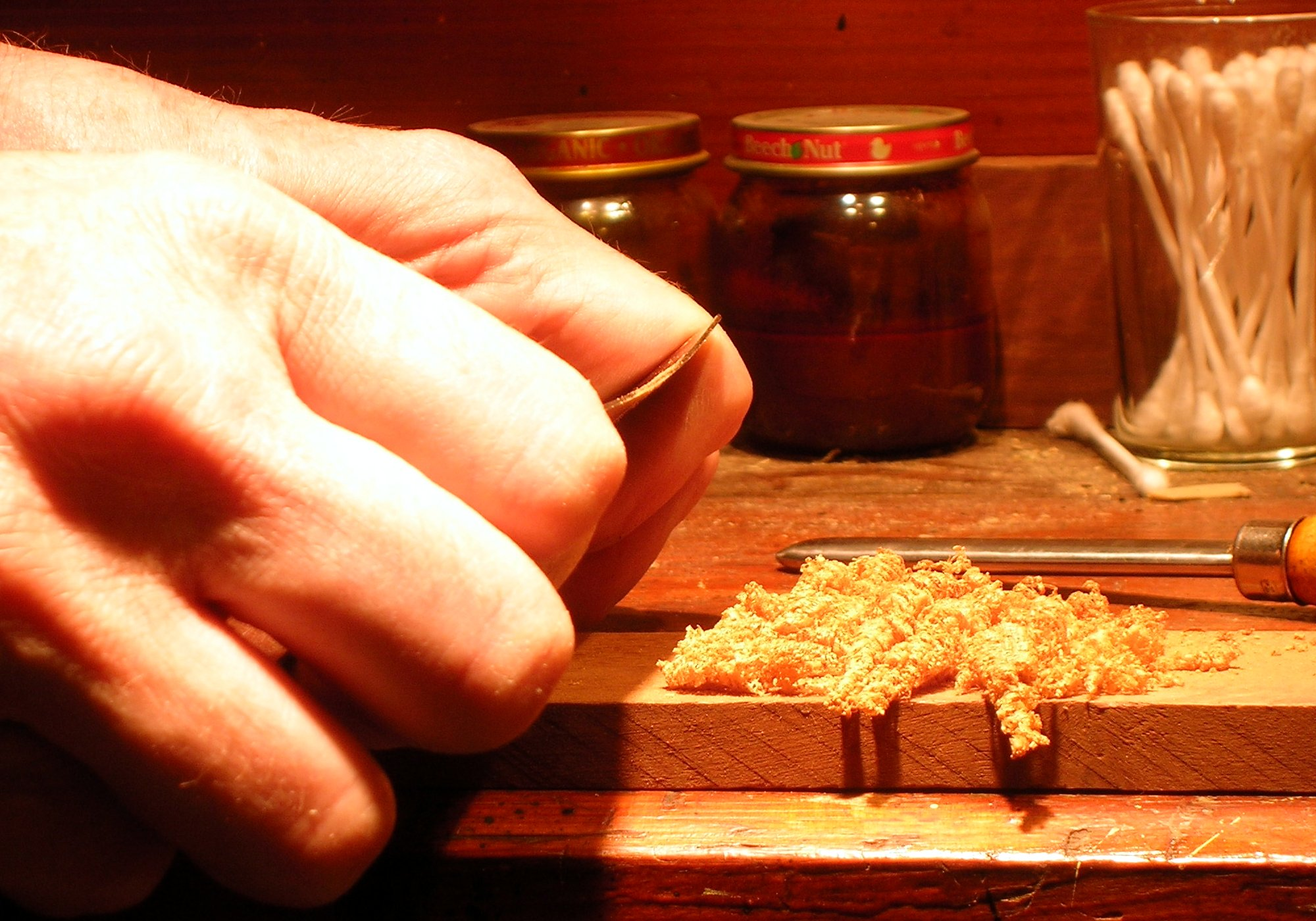
Folosirea răzuitorului
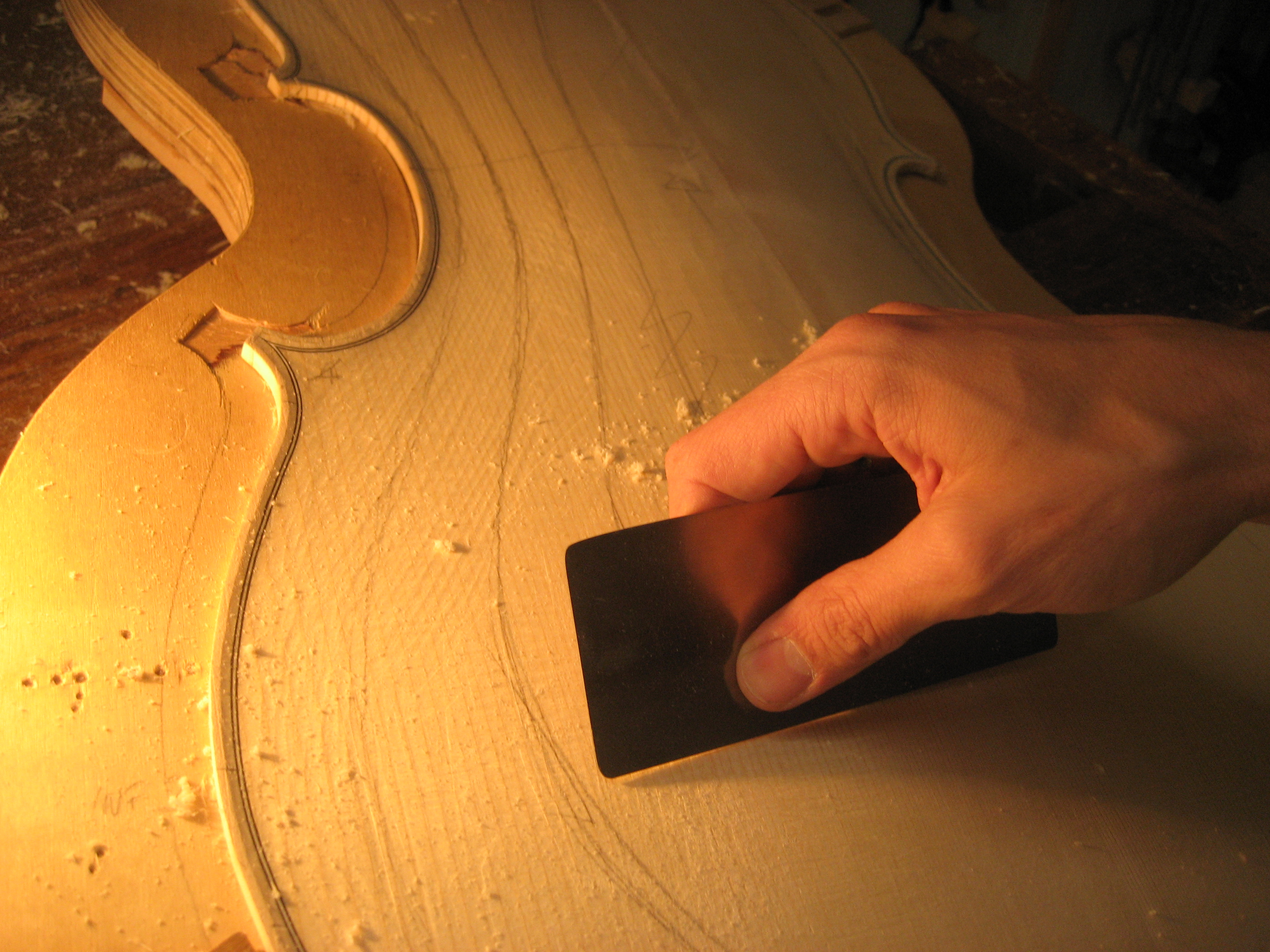
Răzuitor folosit la confecționarea cutiei de vioară
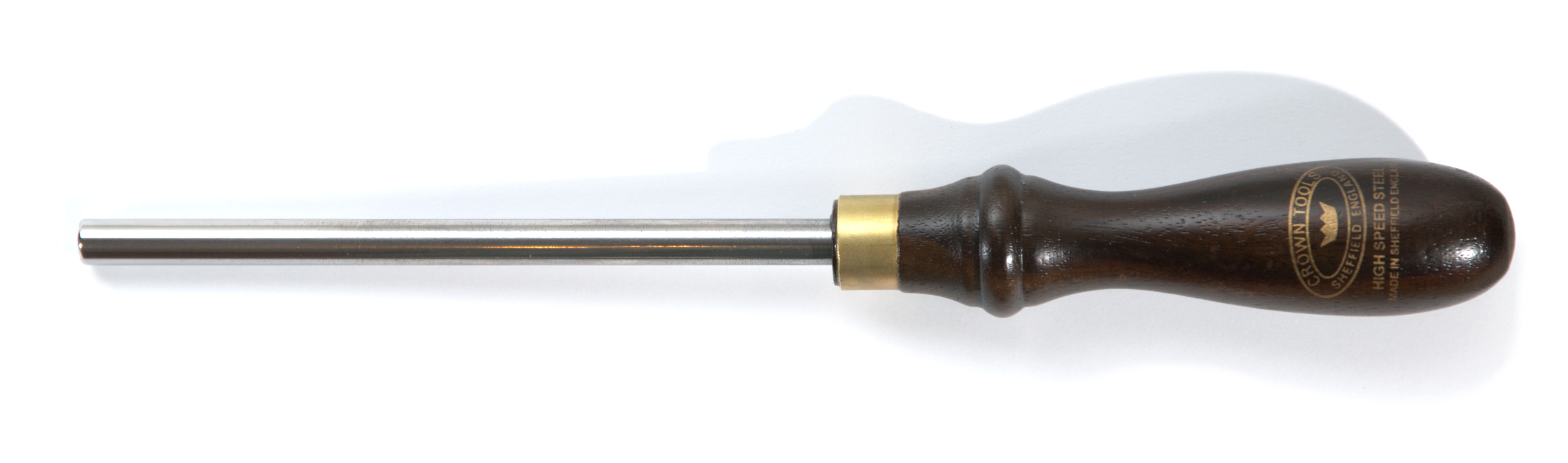
Fier de ascuțit răzuitorul
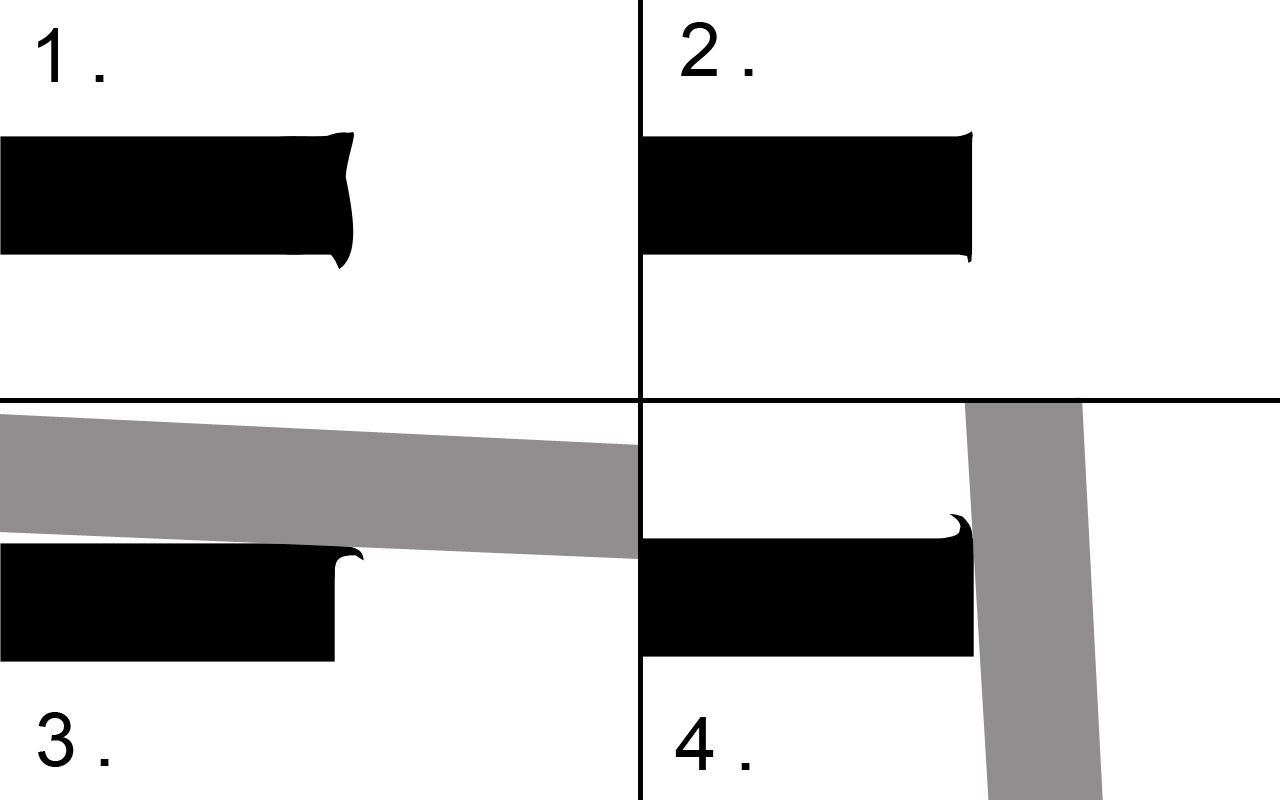
Ascuțirea răzuitorului